# Piper (court métrage)
 (juillet 2025).
Pour plus de détails, voir Fiche technique et Distribution.
Piper est un court métrage d'animation américain réalisé par Alan Barillaro et qui est sorti en première partie de Le Monde de Dory le 17 juin 2016. Il remporte l'Oscar du meilleur court métrage d'animation durant la 89e cérémonie des Oscars en 2017.

## Synopsis
Une femelle pluvier pousse son petit à devenir autonome et à chercher lui-même sa nourriture dans les coquillages échoués sur la plage. Mais le petit oiseau est effrayé par les vagues. Il trouve finalement le courage d'affronter ses peurs en observant un jeune Paguroidea s'enfouir dans le sable lorsqu'une vague arrive.

## Fiche technique
- Titre : Piper
- Réalisation : Alan Barillaro

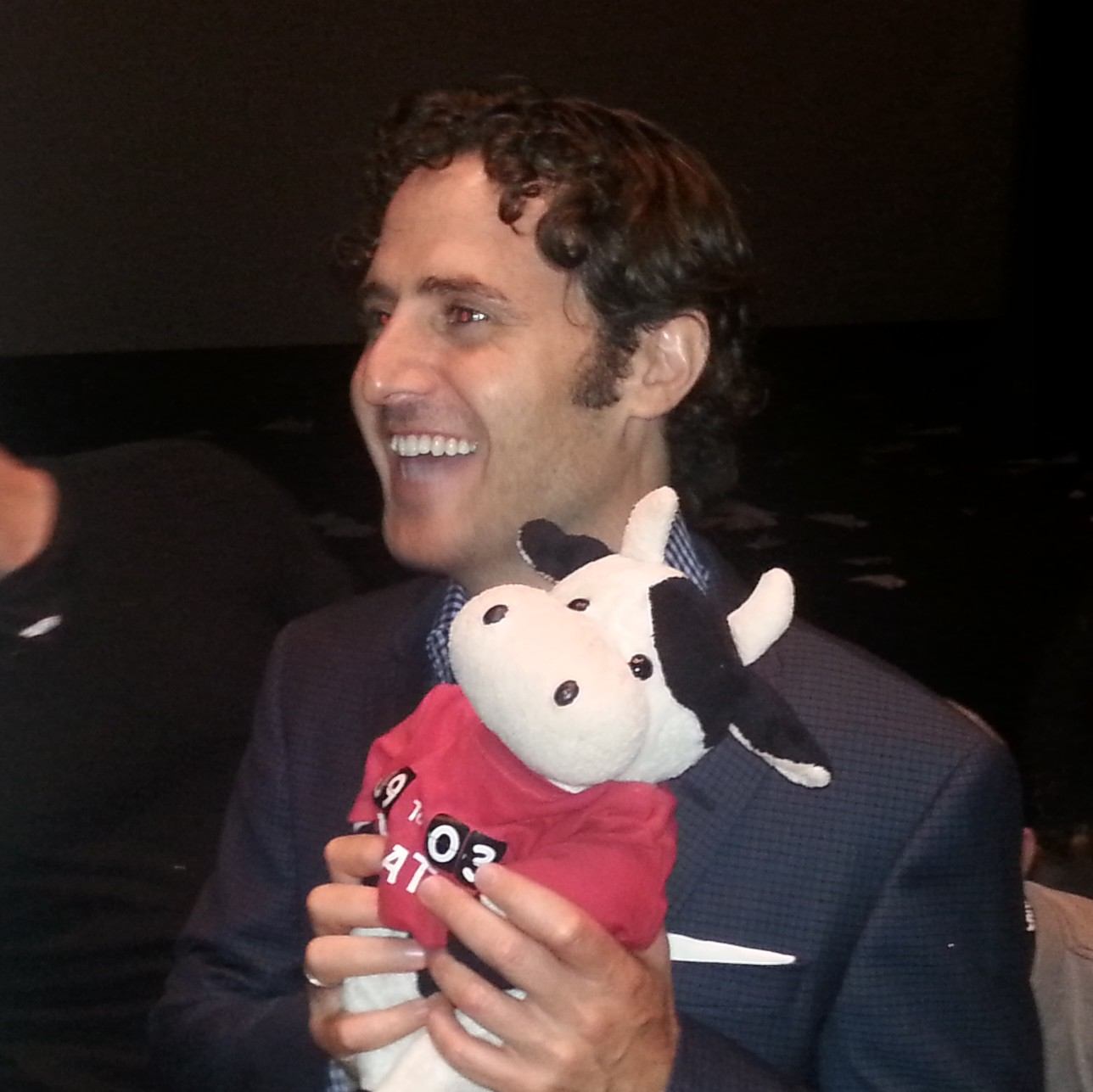
Alan Barillaro à l'avant-première de Piper au festival international du film d'animation d'Annecy 2016.

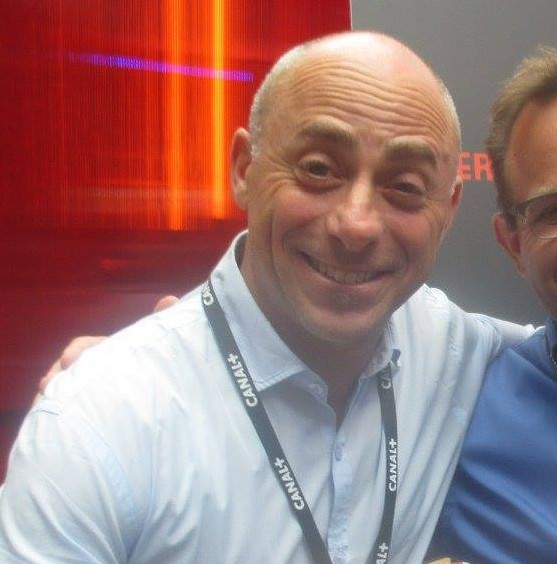
Mark Sondheimer à l'avant-première de Piper au festival international du film d'animation d'Annecy 2016.

- Scénario : Alan Barillaro, Brian Larsen, Enrico Casarosa et Tony Rosenast
- Montage : Sarah K. Reimers
- Photographie : Derek Williams et Erik Smitt
- Musique : Adrian Belew et Jake Monaco
- Animation :
- Producteur : Mark Sondheimer
  - Producteur exécutif : John Lasseter et Andrew Stanton
- Sociétés de production : Pixar Animation Studios et Walt Disney Pictures
- Société de distribution : Walt Disney Studios Motion Pictures International
- Pays de production :  États-Unis
- Durée : 6 minutes
- Dates de sortie :
  - France : 17 juin 2016 (FIFA 2016)
  - États-Unis : 17 juin 2016